# George R. Nelson
George R. Nelson (22 maggio 1927 – Los Angeles, 25 agosto 1992) è stato uno scenografo statunitense.

## Riconoscimenti
- Premi Oscar
  - 1975 - Miglior scenografia per Il padrino - Parte II
  - 1979 - Candidatura per la miglior scenografia per Pollice da scasso
  - 1980 - Candidatura per la miglior scenografia per Apocalypse Now
  - 1984 - Candidatura per la miglior scenografia per Uomini veri